# Estadio BC Place

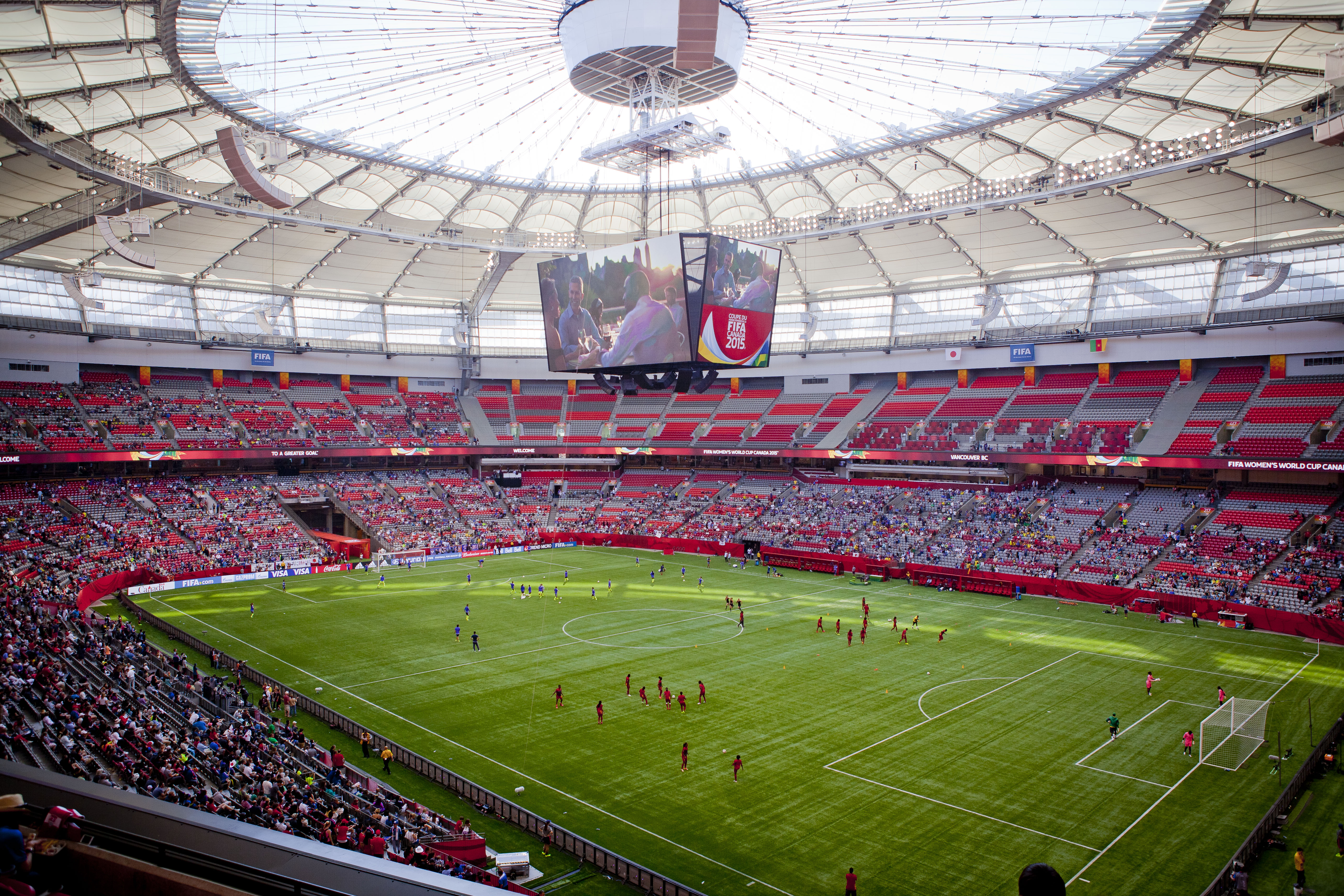
Interior del estadio BC Place, durante la Copa Mundial Femenina de Fútbol de 2015.

El Estadio BC Place es un estadio multipropósito ubicado en la ciudad de Vancouver, provincia de Columbia Británica, Canadá. Fue inaugurado en 1983 y cuenta con una capacidad para 54 500 espectadores.

## Historia
El estadio fue terminado de construir en 1983 y fue construido para recibir la Exposición Internacional de Vancouver de 1986. Es el estadio con estructura soportada por aire más grande del mundo.
Allí han jugado de local los BC Lions de la Canadian Football League desde 1983.
Es el estadio local del Vancouver Whitecaps FC de la Major League Soccer desde 2011.
En 1984 el Papa Juan Pablo II visitó la ciudad de Vancouver y realizó un evento en el estadio, al que asistieron 65 000 personas. El siguiente evento masivo fue la Expo86.
En 2008 Madonna realizó un concierto frente a 65 000 personas con su gira Sticky & Sweet Tour.
En 2010, fue el estadio de ceremonias de los Juegos Olímpicos de Invierno de 2010.
En él año 2011,él estadio se remodeló, cambiando él techo de domo por uno abierto en él centro. Nuevas butacas de colores Rojo, Gris y blanco,dando ilusión a la Bandera canadiense.
Desde 2016, se celebra allí el Seven de Canadá.

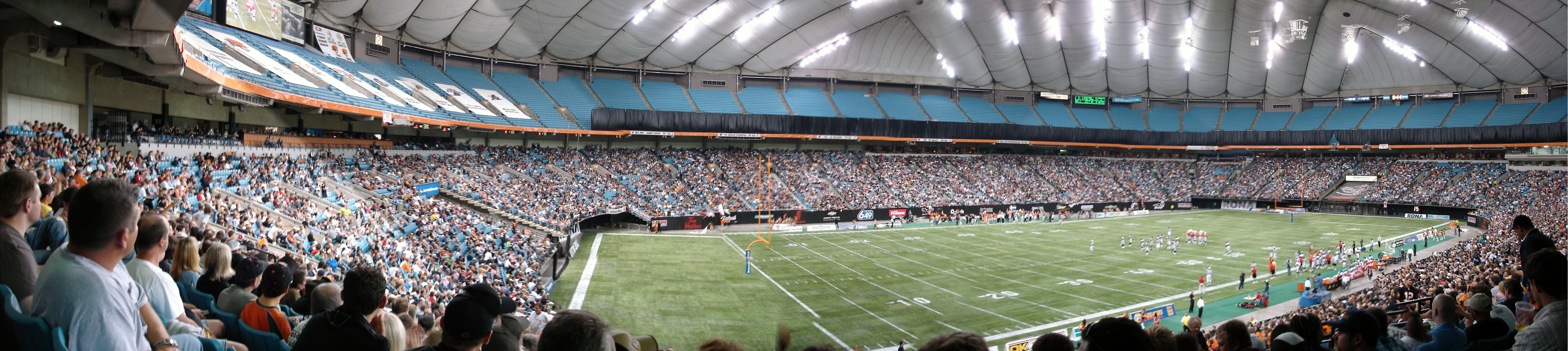
Imagen panorámica del estadio antes de su remodelación.

## Eventos

### Copa Mundial Femenina de Fútbol de 2015
El estadio albergó nueve partidos de la Copa Mundial Femenina de Fútbol de 2015, incluyendo la final del torneo.
| Fecha               | Selección #1   | Resultado | Selección #2   | Ronda                 | Espectadores |
| ------------------- | -------------- | --------- | -------------- | --------------------- | ------------ |
| 8 de junio de 2015  | Japón          | 1–0       | Suiza          | Primera fase, Grupo C | 25.942       |
| 8 de junio de 2015  | Camerún        | 6–0       | Ecuador        | Primera fase, Grupo C | 25.942       |
| 12 de junio de 2015 | Japón          | 2–1       | Camerún        | Primera fase, Grupo C | 31.441       |
| 12 de junio de 2015 | Suiza          | 10–1      | Ecuador        | Primera fase, Grupo C | 31.441       |
| 16 de junio de 2015 | Nigeria        | 0–1       | Estados Unidos | Primera fase, Grupo D | 52.193       |
| 21 de junio de 2015 | Canadá         | 1–0       | Suiza          | Octavos de final      | 53.855       |
| 23 de junio de 2015 | Japón          | 1–0       | Países Bajos   | Octavos de final      | 28.717       |
| 27 de junio de 2015 | Inglaterra     | 2–1       | Canadá         | Cuartos de final      | 54.027       |
| 5 de julio de 2015  | Estados Unidos | 5–2       | Japón          | Final                 | 53.341       |

### Copa de Oro de la Concacaf 2025
| Fecha               | Fase                     | Equipo |                   | Resultado |                     | Equipo   | Espectadores |
| ------------------- | ------------------------ | ------ | ----------------- | --------- | ------------------- | -------- | ------------ |
| 17 de junio de 2025 | Fase de grupos - Grupo B | Canadá | Bandera de Canadá | 6-0       | Bandera de Honduras | Honduras | 24 286       |